# Musée Delacroix
Il Musée National Eugène Delacroix è un museo francese, situato in Rue Furstenberg 6 a Parigi, interamente dedicato ad Eugène Delacroix.

## La sede

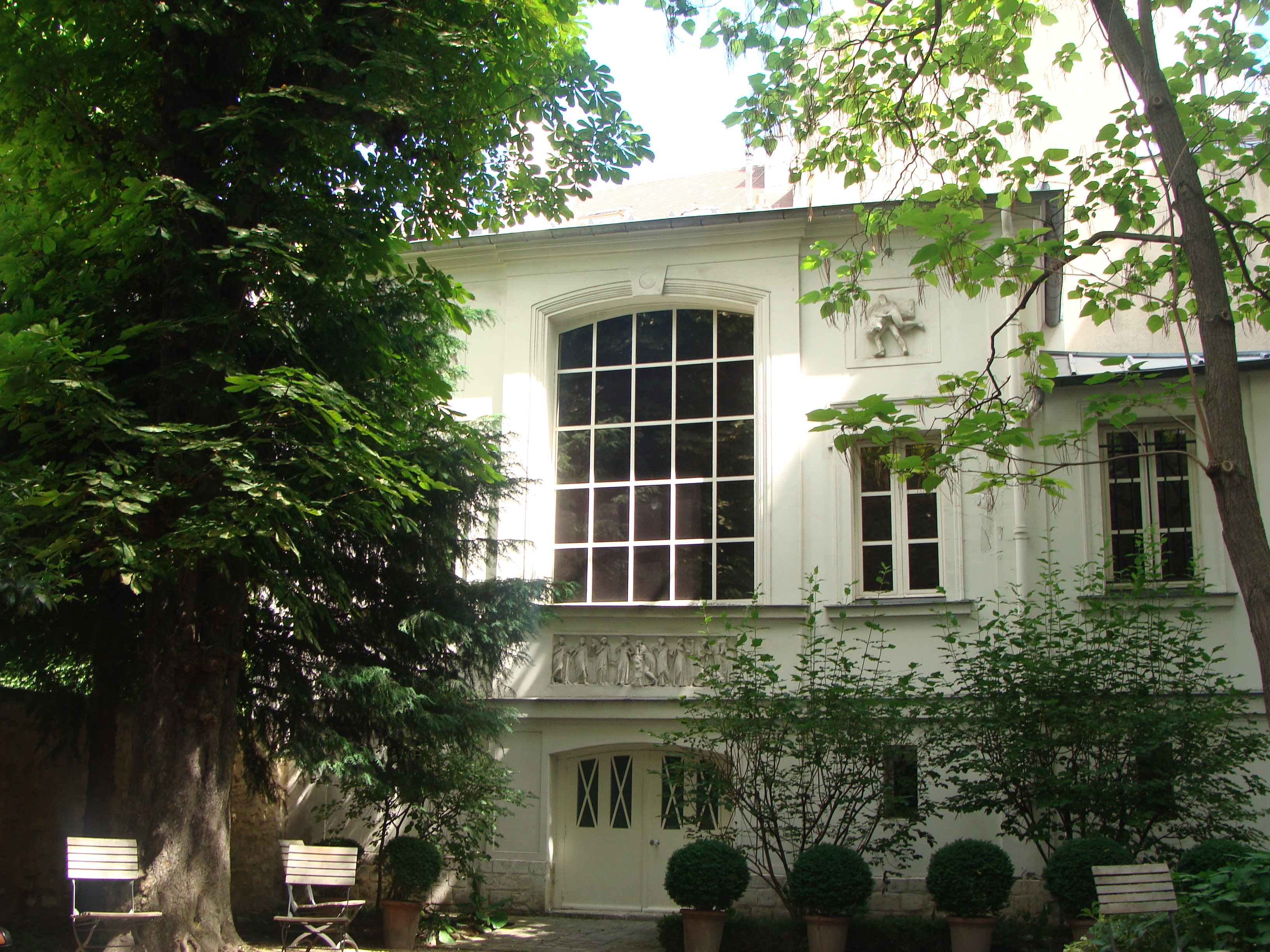
Veduta dello studio di Delacroix dal giardino.

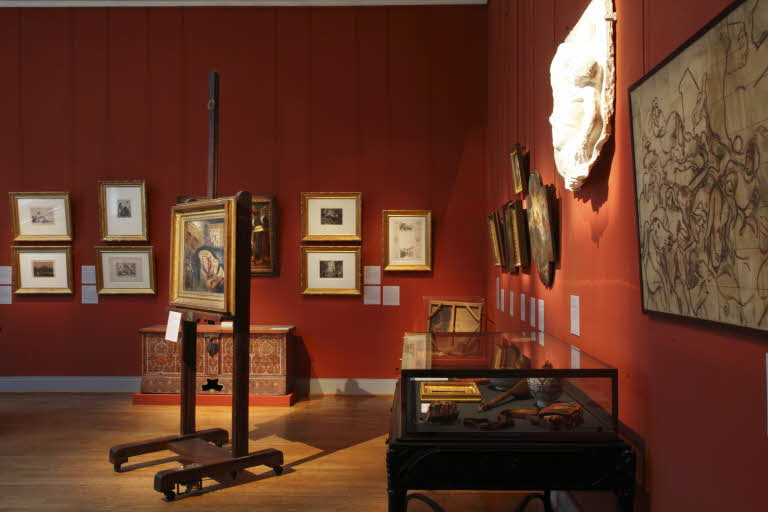
Interno dell'atelier-museo.

Il museo è ospitato in un palazzo settecentesco, edificato in parte sul sito preesistente dell'antica abbazia di Saint-Germain-des-Prés, dove Delacroix trascorse gli ultimi anni della sua vita, dal 1857 al 1863. All'interno l'artista fece costruire il suo studio, con un giardino retrostante l'abitazione.
Successivamente sia l'appartamento che lo studio passarono di proprietà ad altre persone che disinteressandosene lo resero inaccessibile per oltre sessant'anni. Solo nel 1929, quanto fu minacciato di demolire il palazzo, per lasciar posto ad alcuni garage, ricominciò a manifestarsi un interesse verso la costruzione, per via delle numerose proteste, trattandosi dell'unico luogo che conteneva cimeli del pittore.
Venne promossa una campagna per il salvataggio, tra i cui sostenitori si annoverano due artisti di calibro quali Paul Signac (1863-1935) e Maurice Denis (1870-1943), entrambi debitori al pittore per l'influenza ricevuta delle sue opere in giovinezza. Con altri esponenti del mondo dell'arte fondarono la Société des amis d'Eugène Delacroix, per preservare il patrimonio culturale e sensibilizzare al problema l'opinione pubblica. L'edificio divenne proprietà dell'associazione, e fu poi donato allo Stato nel 1954, affinché fosse trasformato in museo. Nel 1971 venne inaugurato il nuovo Museo nazionale.

All'interno del museo sono conservate molte opere di Delacroix, alcune delle quali in prestito dal Louvre, disegni e studi, lettere e scritti autografi, alcuni oggetti collezionati dall'artista in un viaggio in Marocco nel 1832, e gli strumenti privati di lavoro dell'artista: il cavalletto, la tavolozza, due tavoli in legno per dipingere ed il letto dove passò in malattia gli ultimi anni della sua vita.

L’appartamento di circa 150 metri quadrati comprendeva un’anticamera che dava, sul lato del cortile, sulla camera da letto di Jenny Le Guillou e sulla sala da pranzo, e dal lato giardino sul salone e sulla camera da letto di Delacroix. Una piccola stanza aperta sulla scala porta all’atelier che era anche biblioteca. All’ultimo piano c’erano due stanze per i domestici. Questa distribuzione è ancora quella dell’appartamento che ospita l’attuale museo.

Anche il giardino è stato riportato allo stato in cui era all’epoca del pittore, sulla base di documenti dell’epoca.
Il museo Delacroix è collegato al Museo del Louvre dal 2004, e continua a svilupparsi con nuove acquisizioni, come il Cardinale di Richelieu dice messa nella cappella del Palais-Royal, acquisito nel 2015, e il Ritratto di George Sand in abiti maschili datato 1834 e acquisito nel 2016. Dal gennaio 2016 il museo fa parte della rete delle 208 “Maisons des Illustres”.

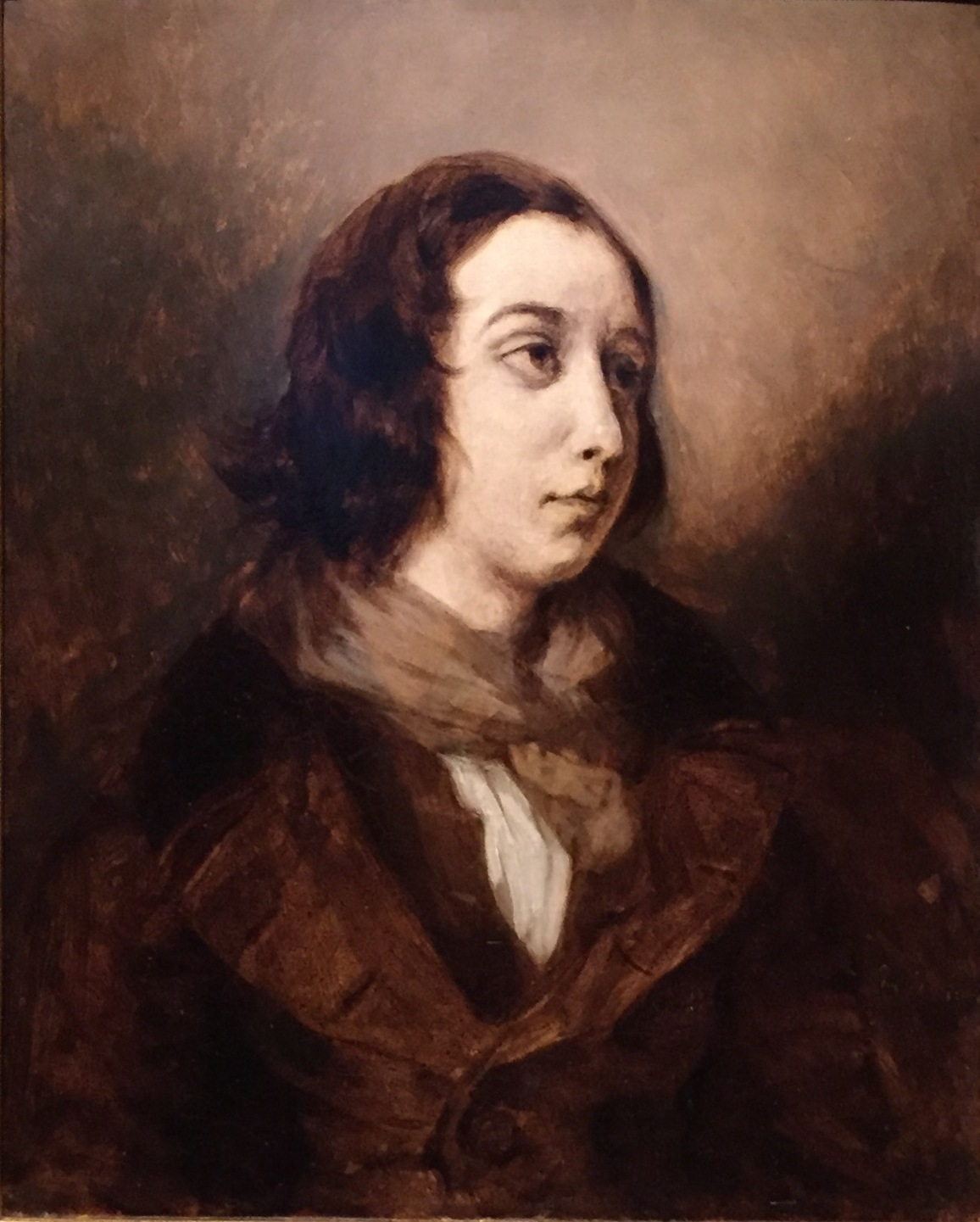
Ritratto di George Sand

## Le collezioni
Il museo ospita una collezione di opere che coprono gran parte della carriera dell’artista. Sono presenti dipinti, schizzi, litografie, matrici litografiche, oggetti personali di Delacroix, le sue tavolozze, ma anche scritti e lettere personali.

### Delacroix pittore
Nel museo sono presenti alcuni capolavori di Delacroix. La Maddalena nel deserto, presentata al Salon del 1845, fece correre fiumi d’inchiostro, ed attirò l’attenzione di critici contemporanei come Baudelaire: «Ecco la famosa testa della Maddalena riversa, con il suo sorriso strano e misterioso, e così naturalmente bella che non si sa se abbia l’aureola della morte o sia resa bella dallo stordimento dell’amore divino», ma attira giustamente l’attenzione di molti storici dell’arte.

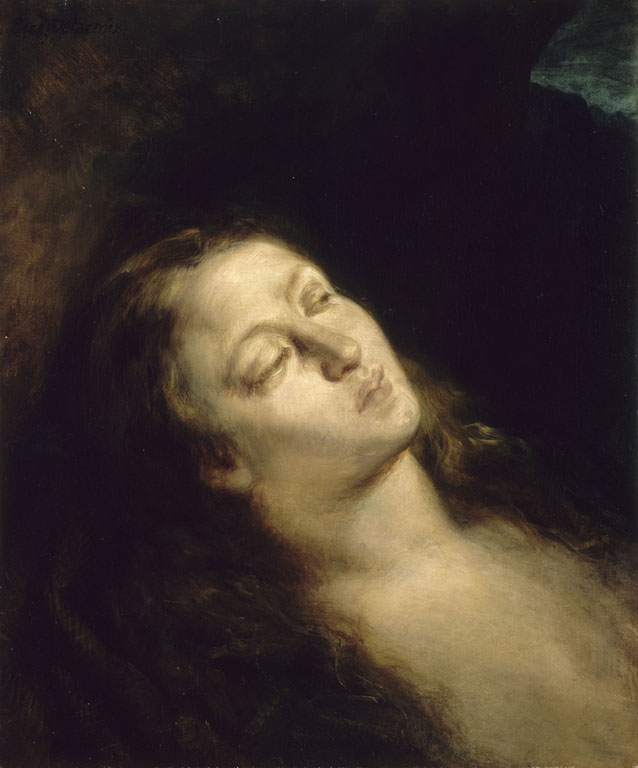
Maddalena nel deserto

Altra tela importante è l’Educazione della Vergine. Delacroix la dipinge nel 1842 quando incontra George Sand nel suo castello di Nohant, nel Berry, quando lei aveva una relazione con Frédéric Chopin, che Delacroix ammirava molto. L’opera, in origine destinata alla chiesa di Nohant, fu in realtà conservata da George Sand, che l’adorava, fino a quando alla chiesa fu inviata una copia eseguita dal figlio della scrittrice, Maurice. Sand ne parla in una sua lettera: «Questa bella Sant’Anna e questa piccola dolce Vergine mi fanno bene, e quando qualcuno mi fa infuriare, le guardo e smetto di ascoltare».

Romeo e Giulietta nella Tomba dei Capuleti.

Opera anch’essa importante,  Romeo e Giulietta sulla tomba dei Capuleti è importante per il posto che il soggetto shakespiriano aveva nell’immaginario di Delacroix, che conosceva bene l’opera e realizza una composizione di ispirazione teatrale.

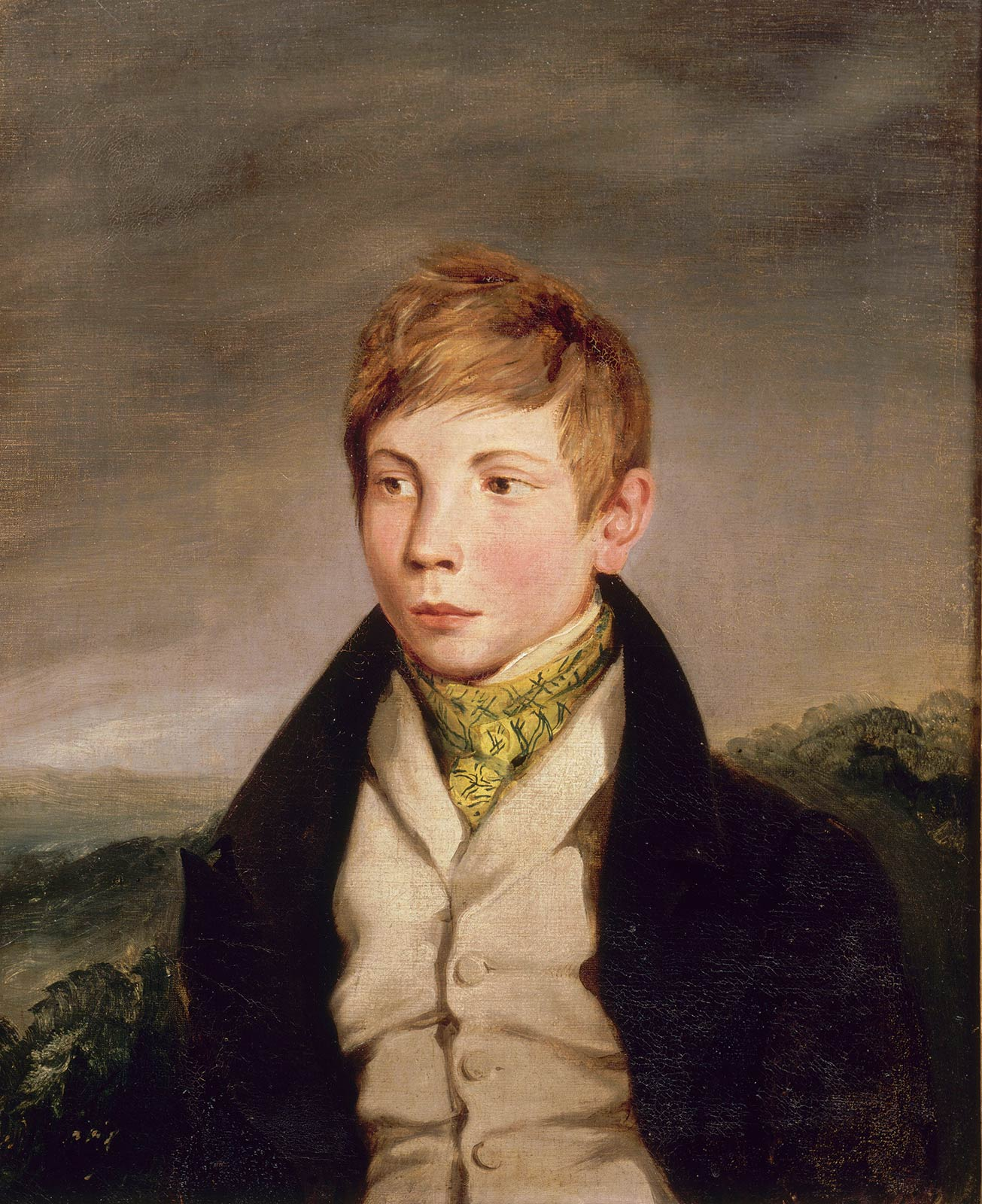
Ritratto di Auguste-Richard de la Hautière.

Il Ritratto di Auguste-Richard de la Hautière fa parte di una serie detta  «ritratti della pensione Goubaux», commissionata a Delacroix da Prosper-Parfait Goubaux, direttore dell'Istituto Saint-Victor di Parigi. Delacroix avrebbe realizzato tra il 1824 e il 1834 dieci ritratti, tutti della stessa dimensione, che dovevano decorare le pareti dell’istituto. Di grande qualità, questo ritratto di Auguste-Richard de la Hautière, arrivato secondo nel concorso di versione latina del 1828, richiama l’attenzione per la finezza di esecuzione e il fascino delicatamente romantico. Èevidente l’influenza dei ritratti di scuola inglese, e in particolare il ritratto con paesaggio evoca le opere di sir Joshua Reynolds che Delacroix ammirava. L’espressione vivace del soggetto, con le labbra socchiuse, ricorda i ritratti di sir Thomas Lawrence al quale il pittore rese visita durante il soggiorno a Londra nel 1825, e da cui fu profondamente impressionato.

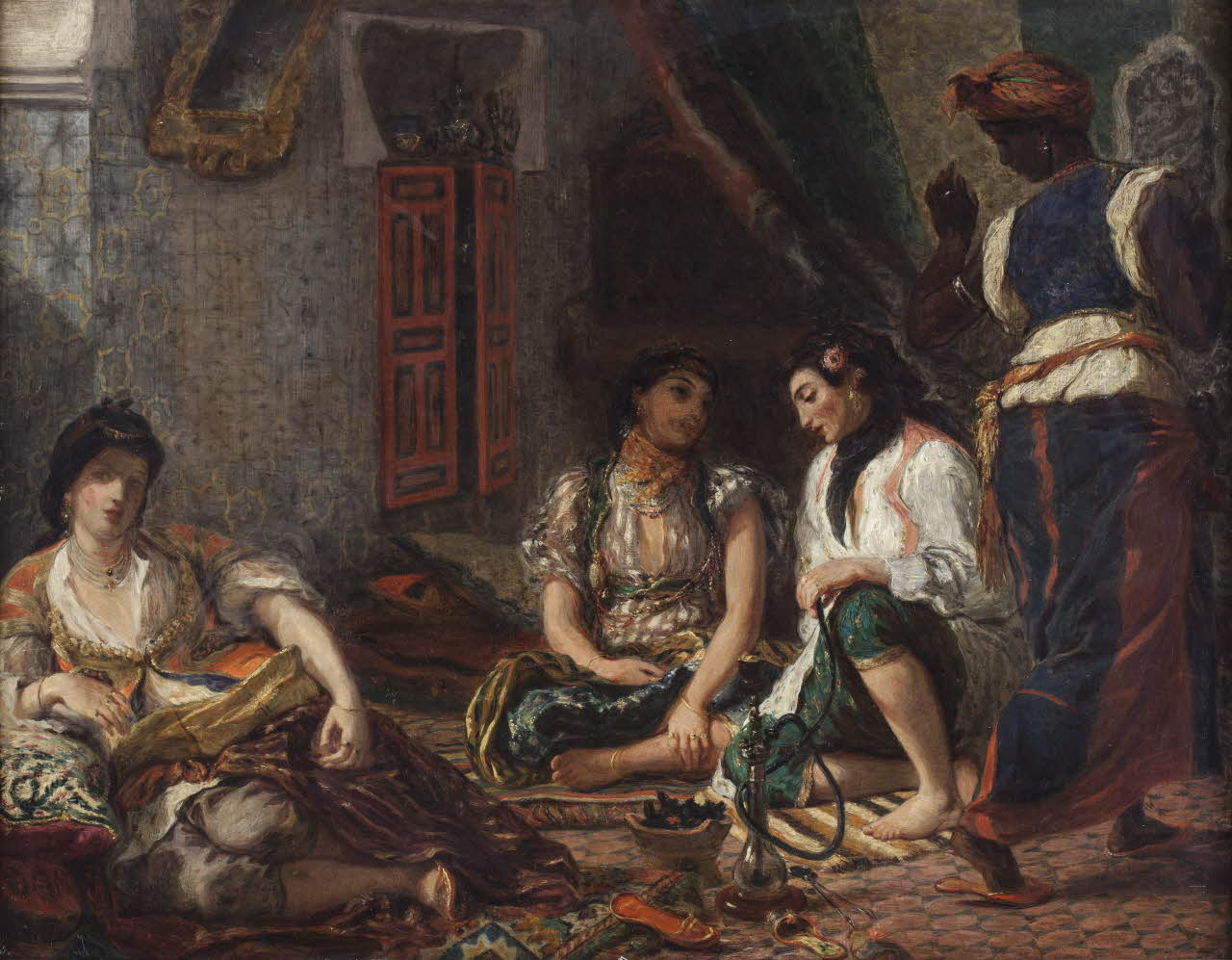
Henri Fantin-Latour, Donne di Algeri, copia da Eugène Delacroix.

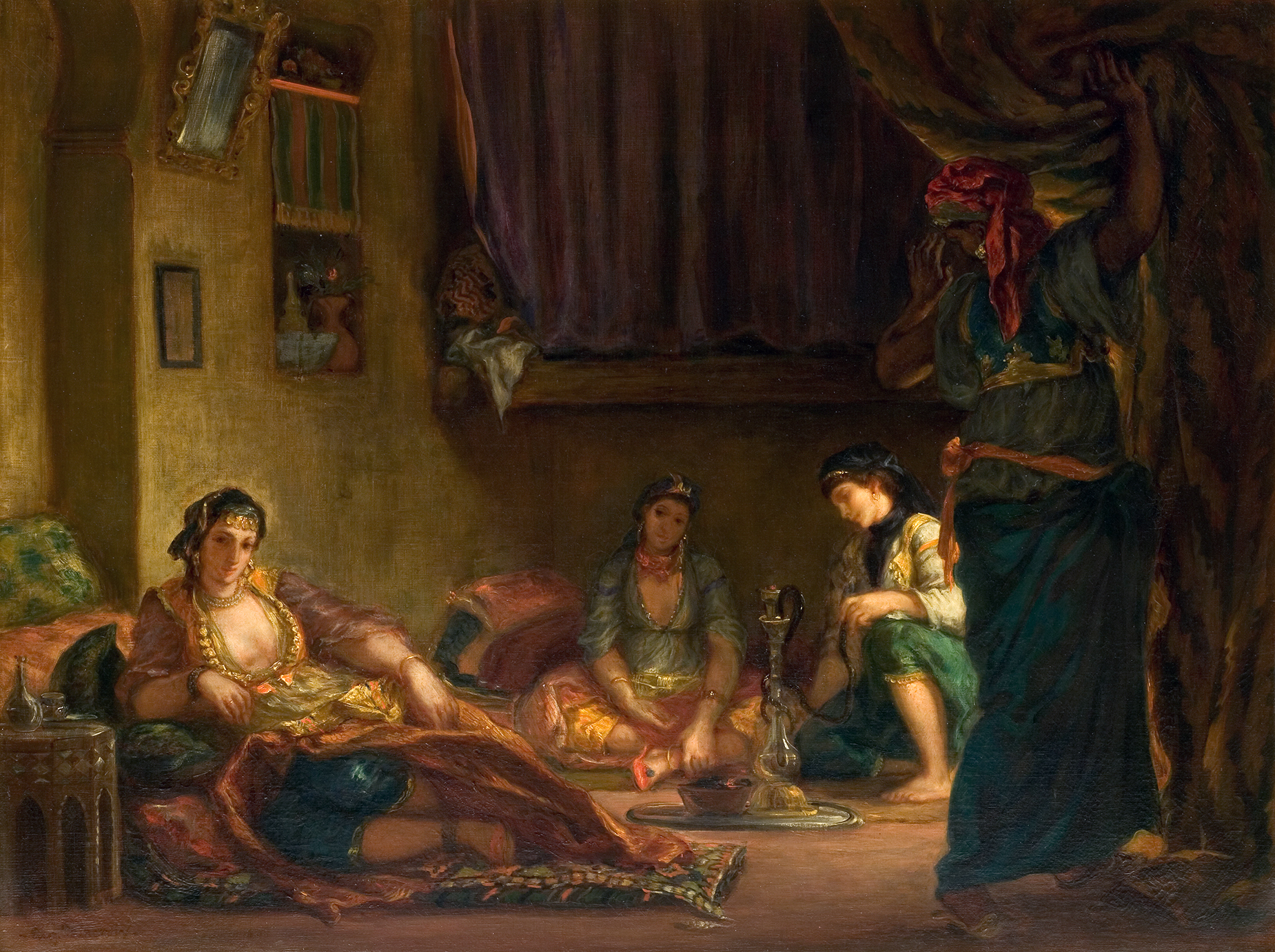
Donne di Algeri, originale di Delacroix, al Museo del Louvre.

Il museo conserva anche copie di quadri di Delacroix eseguiti da grandi artisti come quella di Henri Fantin-Latour che riproduce le Donne di Algeri nei loro appartamenti. L’opera testimonia l’influenza esercitata da Delacroix sugli artisti delle generazioni successive, visto che fu realizzata nel. L’artista suscitava un vivo interesse nei pittori di fine 800 e inizio 900.
Simmetricamente, le collezioni comprendono opere di Delacroix ispirate da capolavori da lui ammirati. Lo Studio da un capriccio di Goya, due rilegature medievali e una veste orientale è un “quadro da atelier” per eccellenza, e mostra diverse fonti di ispirazione di Delacroix: Goya, naturalmente, delle copertine medievali viste alla Biblioteca Nazionale dove il pittore si recava regolarmente. Infine, il panno rosso ricorda i suoi studi sui costumi sulioti dipinti tra 1822 e 1825 e ispirati a vesti orientali prestategli dall’amico Jules-Robert Auguste.

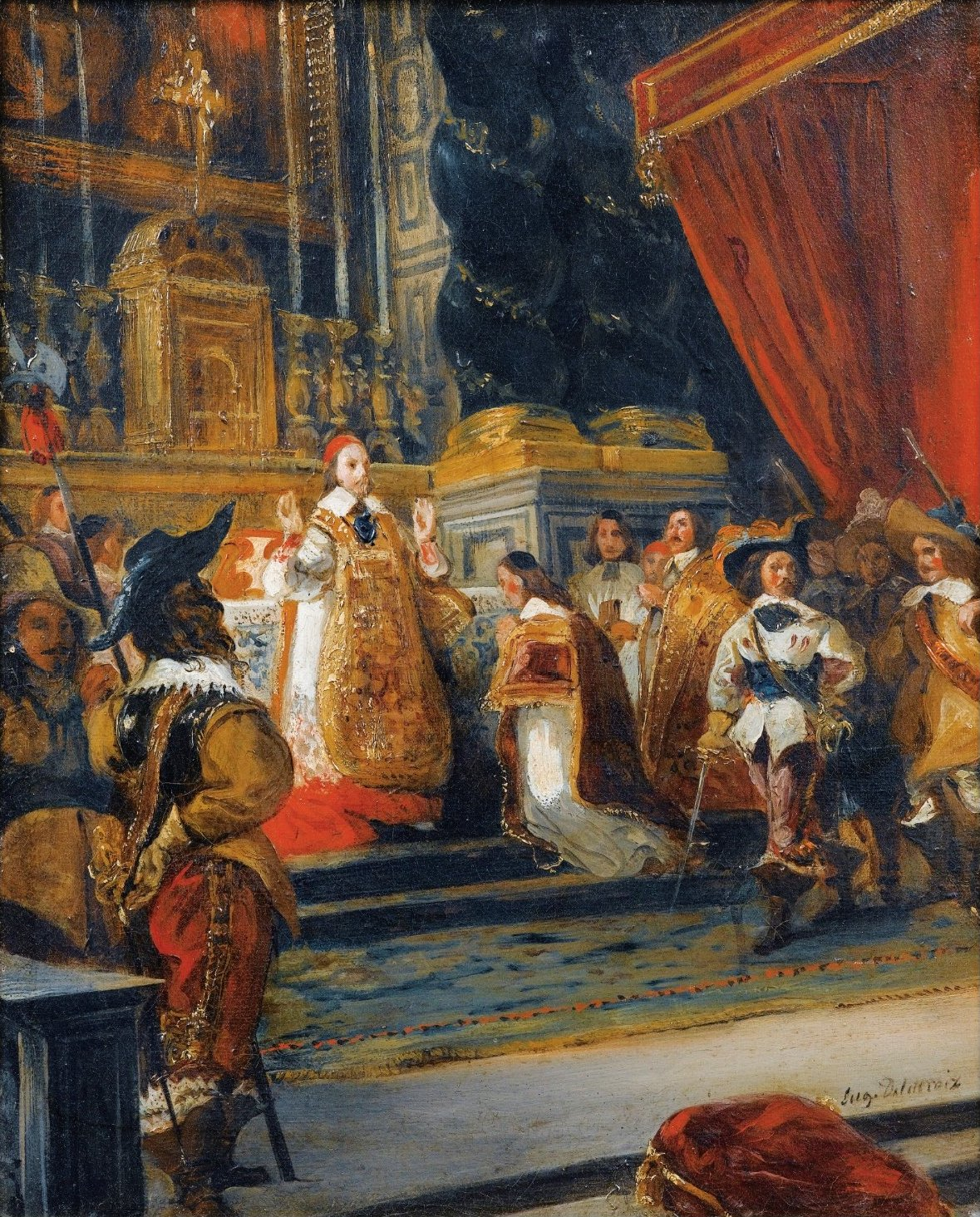
Cardinale di Richelieu dice messa nella cappella del Palais-Royal.

Nel 2015, il museo ha acquisito una nuova opera, Il Cardinale Richelieu dice messa nella cappella del Palais Royal. Il quadro fu commissionato forse nel 1828 dal Duca d’Orléans,  futuro Luigi Filippo, per la sua galleria storica al Palais-Royal. Esisteva anche un quadro di grandi dimensioni dello stesso soggetto, esposto al Salon nel 1831 e andato distrutto nell’incendio del Palais-Royal nel 1848.

### Delacroix incisore: stampe e litografie
Il museo contiene numerose stampe e disegni; le stampe che illustrano scene da opere di drammaturghi inglesi come Shakespeare o Nicholas Rowe e gli studi di felini o cavalli sono testimonianze dell’incredibile talento di Delacroix nel campo dell’incisione e del disegno. Il museo possiede anche una collezione quasi completa delle litografie dell’artista, considerate veri capolavori
La Tigre reale, litografia del 1829, è una dimostrazione favolosa delle capacità di Delacroix nel disegno di animali, con forti contrasti e una grande profondità nella descrizione della tigre e del paesaggio, benché non avesse mai visto una tigre in vita sua (la prima tigre del Bengala arriva al Museo di Storia Naturale nel 1830). Delacroix utilizza per la tigre i suoi studi anatomici sul leone.

Le litografie mostrano il suo grande talento di illustratore, dedicato soprattutto ai libri inglesi che ha letto con passione, e per il teatro, che frequenta regolarmente con particolare attenzione sempre per le opere inglesi.

L’esposizione cambia continuamente e permette una visibilità completa sulle collezioni, presentando stampe e disegni che non possono restare esposte alla luce per più di tre mesi.

### Delacroix scrittore: la biblioteca del museo
Benché Eugène Delacroix sia conosciuto essenzialmente come pittore, egli è stato anche un letterato di livello. Il maestro non ha mai cessato di scrivere: nel suo diario, nella sua corrispondenza e in vari scritti dai quali emerge la sua ammirazione per Voltaire e Rousseau.
Il museo conserva anche i manoscritti giovanili di Delacroix oltre a lettere autografe dell’artista, molto interessanti per comprendere le idee e i metodi di lavoro del pittore.
La biblioteca del museo Delacroix raccoglie numerosi scritti sull’artista, le sue opere di pittura, incisione e letteratura, utili anche a chiarire il contesto in cui si mosse. Sono conservate opere sull’arte del XIX secolo, numerose monografie su pittori da Leonardo a Matisse, oltre a una sezione dedicata alla letteratura contemporanea a Delacroix, soprattutto opere di e su Baudelaire, George Sand e Byron. La biblioteca comprende attualmente più di 2200 opere, principalmente in francese ma anche in inglese e tedesco. Nel 2016 ha subito una profonda riorganizzazione su base tematica che ne rende più facile la consultazione. L’informatizzazione completa della biblioteca è in corso.